# James A. Sanders
James A. Sanders (28 novembre 1927 à Memphis, Tennessee  - 1er octobre 2020) est un érudit américain de l'Ancien Testament/Bible hébraïque et l'un des éditeurs des manuscrits de la mer Morte.

## Travaux
Il est le premier à traduire et à éditer le rouleau des Psaumes qui contient un psaume jusqu'alors inconnu. Sanders prend sa retraite à la fin des années 1990, mais continue à publier et à donner régulièrement des conférences.
Sanders enseigne à l'Union Theological Seminary à New York, NY et à la Claremont School of Theology, Claremont. Pendant son séjour au CST, il fonde l'Ancient Biblical Manuscript Center for Research and Preservation (ABMC), un centre d'archives de microfilms et de recherche pour les manuscrits anciens et médiévaux liés à la Bible. Il se brouille avec Elizabeth Bechtel, la fondatrice du Centre.
Sanders continue à enseigner à l'école épiscopale de théologie de Claremont, un séminaire confessionnel hébergé sur le campus de l'école de théologie de Claremont. En 2010, Sanders est nommé chanoine honoraire du Cathedral Center of St. Paul dans le diocèse épiscopal de Los Angeles en reconnaissance de son service à l'Église épiscopale (États-Unis).